# Ramasse-miettes (table)
Pour les articles homonymes, voir Ramasse-miettes.

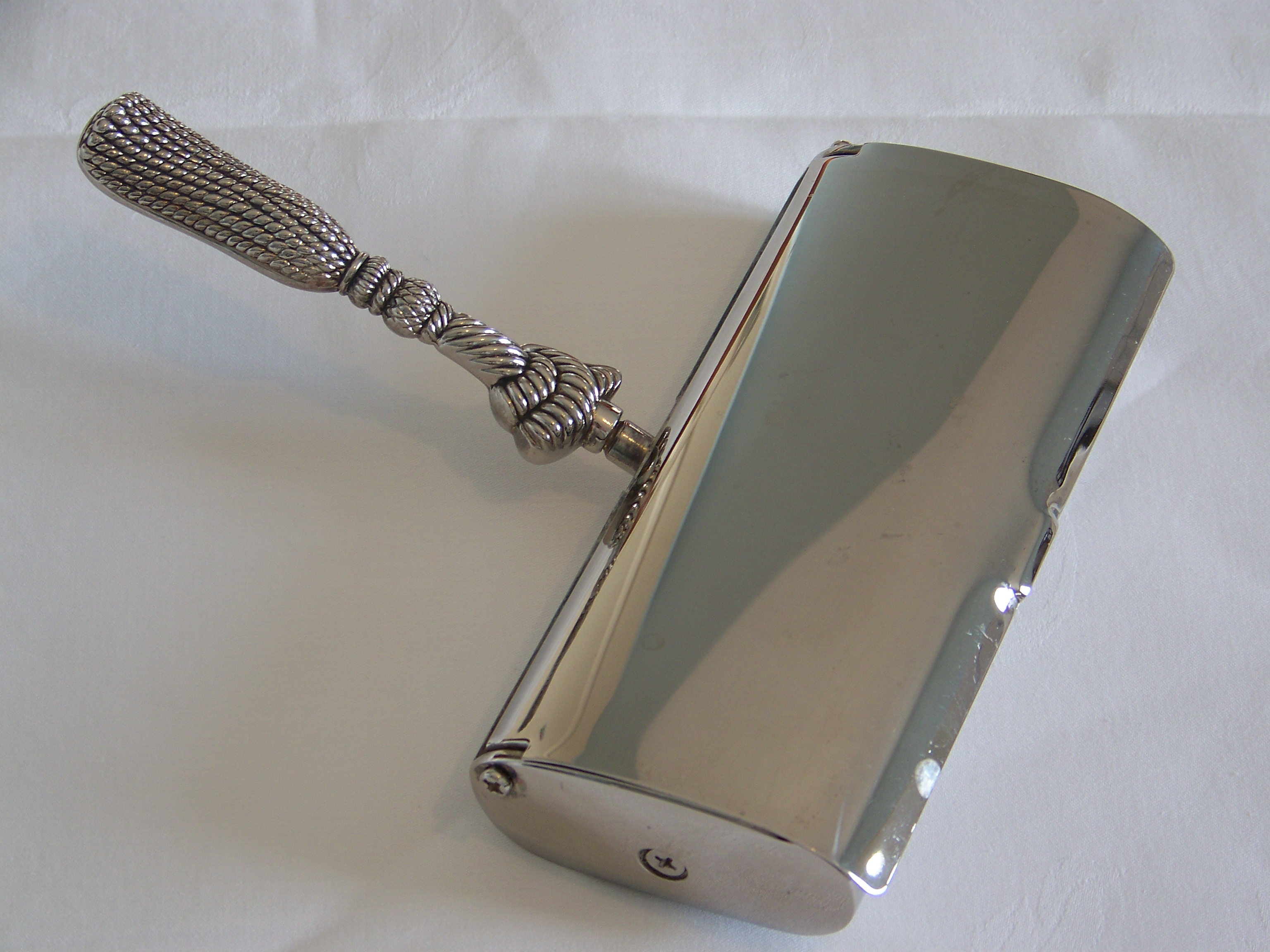
Ramasse-miettes à brosse en métal argenté.

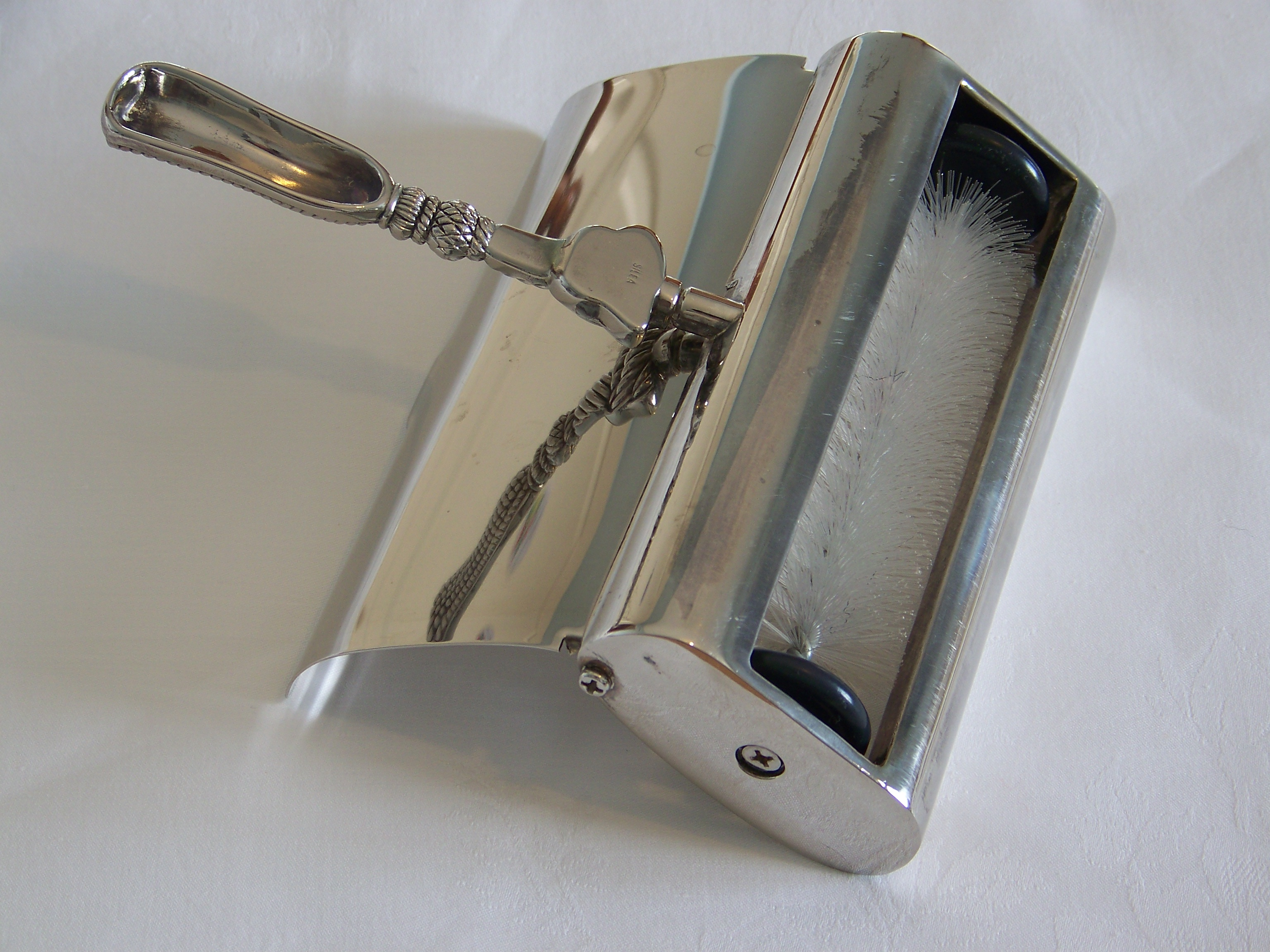
Dessous du ramasse-miettes à brosse.

Un ramasse-miettes est un ustensile ménager destiné à ramasser les miettes disséminées sur une nappe. 

## Modèles
Il existe plusieurs modèles de ramasse-miettes de table.
- Le système le plus simple consiste en une petite pelle et une balayette. À la place de la balayette, ce peut être une simple languette d'acier.

- Certains ramasse-miettes sont de simples lames, genre de pelles longues et fines, sans poignée, qui récupèrent les miettes dans une gouttière.

- Les ramasse-miettes dits « à brosse » ou « à rouleaux » sont composés d'un réservoir vers lequel le mouvement du ramasse-miettes sur la nappe envoie les miettes en faisant tourner la (ou les) brosse(s) ronde(s). Ils fonctionnent sur le principe du balai mécanique et sont généralement en métal (inox ou métal argenté), plus rarement en plastique.

- Il existe aussi de petits ramasse-miettes électriques, à piles ou rechargeables, qui fonctionnent soit avec des brosses, sur le principe du ramasse-miettes à réservoir, soit par aspiration.

## Autres
On parle aussi de ramasse-miettes pour désigner un petit tiroir qui permet de récupérer les miettes à la base d'un grille-pain, ou l'espace vide qui sert de réservoir sous le caillebotis d'une planche à pain.